# Da pacem Domine (Pärt)

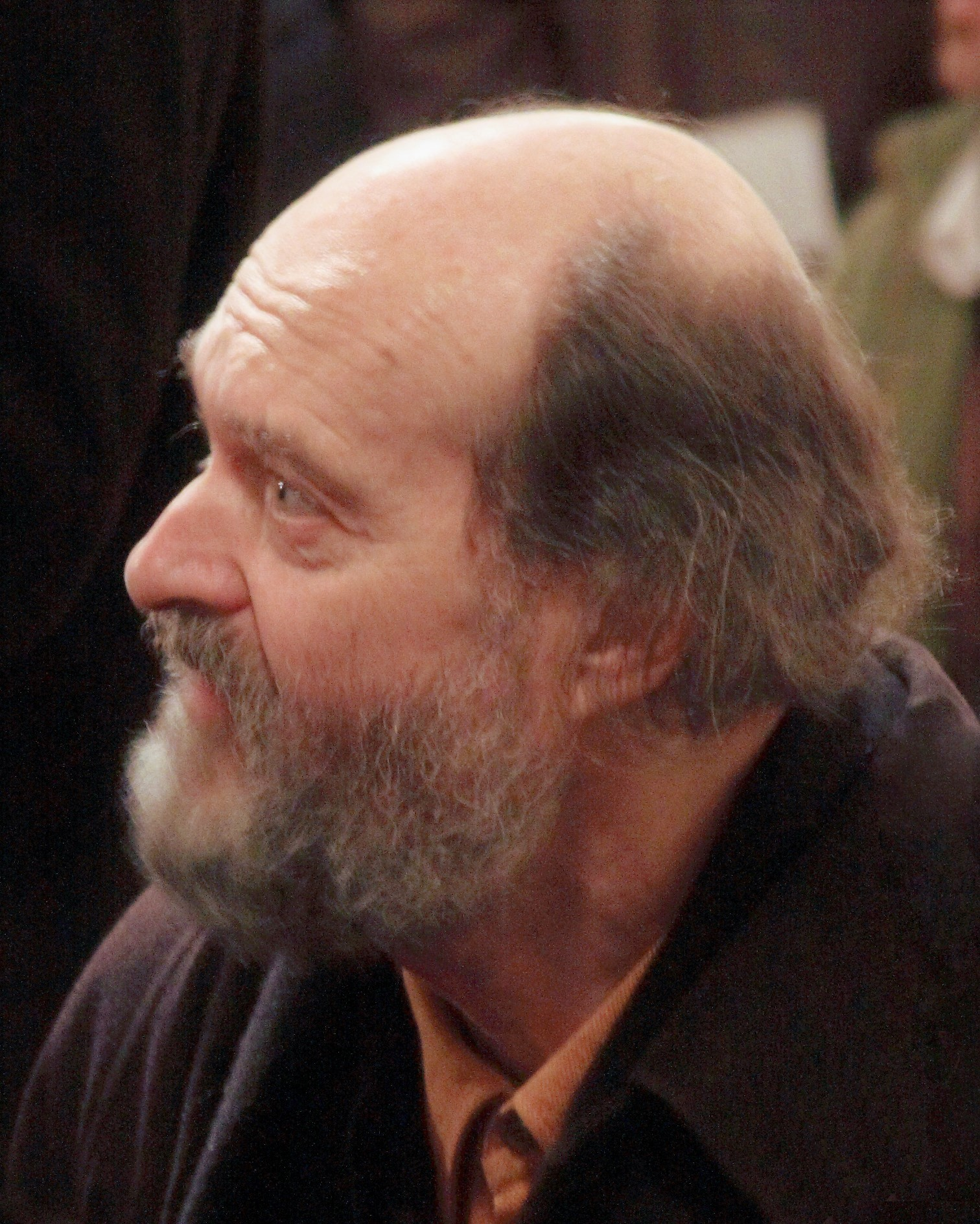
Arvo Pärt, 2008

Da pacem Domine (Gib Frieden, Herr) ist eine Komposition für Chor von Arvo Pärt (* 1935) auf ein lateinisches Gebet um Frieden. Er schrieb das Werk 2004 für vier Stimmen a cappella. Verschiedene Versionen, auch mit Streichern und für Streicher allein, wurden von Universal Edition veröffentlicht.

## Geschichte
Das Werk entstand als Auftragskomposition für Jordi Savall für ein internationales Friedenskonzert in Barcelona am 1. Juli 2004. Pärt begann mit der Komposition zwei Tage nach den Madrider Zuganschlägen, in Erinnerung an die Opfer. Es wurde am 29. März 2005 vom Hilliard Ensemble erstmals aufgenommen. In Spanien wird es jährlich zum Gedenken an die Opfer aufgeführt.
Der Text stammt aus dem 6. oder 7. Jahrhundert und basiert auf Bibelversen (2 Kön 20,19 , 2 Chr 10,12 , Ps 72,6-7 ). Da pacem Domine ist in einem Satz, ursprünglich für vier Chorstimmen gesetzt. Pärt schrieb später andere Versionen, für Stimmen und Streichorchester, Streichorchester allein oder Streichquartett und für Chor und großes Orchester. Sie erschienen bei Universal Edition. Die erste Aufführung der Fassung für Chor und Streichorchester war in Tallinn am 18. Mai 2007 in der Niguliste kirik mit dem Estonian Philharmonic Chamber Choir und dem Tallinn Chamber Orchestra, geleitet von Tõnu Kaljuste.
David Vernier bemerkte in einer Besprechung einer CD mit Werken von Pärt dessen subtile Techniken („subtle techniques“), die Klänge aus Mischungen der Stimmen und aus rudimentärer Harmonie formt („sonority, voicing, and rudimentary harmonies“), sowie eine untergeordnete Rolle des Rhythmus sowie Melodie-Elemente, die nur angedeutet sind („an almost complete subordination of rhythmic influence and the relegation of melody to a more or less implied presence“).
Eine Besprechung in The New York Times hebt des Komponisten zeitlosen Verzicht auf musikalische Vorbilder („temporal rootlessness“) hervor, die oberflächlich betrachtet langsam bewegte meditative Werke hervorbringt. Der Rezensent fährt fort: „Da Pacem Domine (2004), a prayer for peace, is cast in sustained tones with little harmonic growth and hardly any momentum, yet a listener is drawn inexorably into its hypnotic four-part unaccompanied vocal texture“ (Da Pacem Domine (2004), ein Gebet um Frieden, erscheint in langgehaltenen Tönen mit wenig harmonischer Entwicklung und fast keiner Bewegung, doch der Zuhörer wird unausweichlich in die hypnotische Textur gezogen, die vier unbegleitete Stimmen erzeugen).

## Einspielungen
- Arvo Pärt: Lamentate / Da Pacem Domine & Lamentate, Hilliard Ensemble, 2005
- Da pacem, Estonian Philharmonic Chamber Choir, Paul Hillier, 2006
- In principio, Estonian Philharmonic Chamber Choir, Tõnu Kaljuste, 2009